# Atalante Migliorotti
Atalante Migliorotti (Firenze?, 1466 – 1532 circa) è stato un musicista italiano del Rinascimento, assistente di Leonardo da Vinci nel suo studio.

## Biografia
Era nato da una relazione illegittima. Dopo essere stato allievo di Leonardo che gli insegnò musica, andò a Milano nel 1483 per accompagnare il suo maestro. Quello stesso anno, Leonardo dipinse il suo ritratto, probabilmente perso. 
Nel 1491, in accordo con i desideri di Isabella d'Este, cantò l'omonima parte dell'opera Orfeo presentata a Marmirolo. A quel tempo iniziò ad essere riconosciuto come un liutaio. 
Nel 1493 Isabella d'Este gli ordinò una chitarra e nel 1505 scrisse in un messaggio al marchese di Mantova  che aveva costruito una lira a dodici corde. 
Fu anche impiegato come coordinatore dei lavori di costruzione della basilica di San Pietro. 